# Claudia Zornoza
Claudia Zornoza Sánchez (Madrid; 20 de octubre de 1990) es una futbolista española que juega como centrocampista en el Utah Royals de la NWSL de EEUU. Fue internacional absoluta con España entre 2016 y 2023, en septiembre de ese año comunicó su retiro de la selección.

## Trayectoria

### Inicios y consolidación en la élite
Nacida en Madrid, comenzó a jugar al fútbol a una temprana edad. Jugando por diversos equipos mixtos de fútbol sala fue finalmente integrada en el Club Deportivo Coslada. De allí recaló en las categorías formativas del Rayo Vallecano, si bien no debutó con el primer equipo hasta 2010, después de su paso por el Club de Fútbol Pozuelo de Alarcón. Fue ahí donde debutó en la máxima categoría del fútbol español. De vuelta a Vallecas, logró su primer título, el Campeonato de Liga de 2011 tras derrotar al Real Club Deportivo Espanyol en la final. Fue también la temporada de su estreno en la Copa de la UEFA —actual Liga de Campeones y máxima competición continental—. Disputó un total de cuatro partidos, y debutó el 23 de septiembre de 2010 en la victoria por 3-0 frente al Valur Reykjavík islandés. Fueron eliminadas en octavos de final por el Arsenal Football Club.
De ahí recaló en el Atlético de Madrid, quien también trabajaba por recuperar anteriores éxitos. Pese a ser sus años con mayores registros goleadores, el equipo no logró los resultados esperados y decidió poner rumbo a Valencia. Con las «colchoneras» firmó 25 tantos en 82 encuentros.

### Sus años dorados
En la capital del Turia alcanzó su madurez futbolística, y fue una de las titulares del centro del campo del Valencia Club de Fútbol. Consolidada en el fútbol español, recibió una convocatoria con la selección española, con la que llegó a debutar. Fue uno de sus destacados registros en esta etapa en la que superó una importante lesión del ligamento cruzado, además de lograr un subcampeonato de la Copa de la Reina en su primer año.
En 2018 y después de tres temporadas y un fugaz paso por la Real Sociedad firmó con el Levante Unión Deportiva, quien reestructuró su equipo para volver a ser un referente del fútbol español. El equipo, del que llegó a ser capitana, tuvo notables desempeños en las diferentes competiciones nacionales entre las que destacó especialmente la última temporada de Zornoza como «granota», al clasificarse tras un tercer puesto en el Campeonato de Liga para la ronda de clasificación de la Liga de Campeones de la temporada siguiente. Además, el equipo finalizó como subcampeón tanto de la Supercopa de España como de la Copa de la Reina.
Pese a ello, el buen año realizado como baluarte del centro del campo le llevó a firmar por el Real Madrid Club de Fútbol —con apenas un año de vida y subcampeón de Liga la temporada de su estreno— y fue con el club capitalino con el que disputó la máxima competición continental. Tras un empate a un gol en el partido de ida frente al Manchester City Football Club, Zornoza fue la autora del tanto de la victoria por 0-1 en el Academy Stadium que clasificó al equipo para disputar la fase de grupos del torneo por primera vez en su historia. La jugadora fue una de las más destacadas de la eliminatoria junto a Ivana Andrés, con quien ya coincidió en su etapa en Valencia, Misa Rodríguez o Athenea del Castillo.
Fue uno de los pilares del equipo durante el primer tercio de temporada, donde sufrieron un rendimiento irregular. Pese a ello, lograron clasificarse para los cuartos de final de la Liga de Campeones por primera vez en la corta historia de la sección, en la que era también su primera participación, hecho que certificaron el 8 de diciembre de 2021 al vencer por 0-3 al Ungmennafélag Breiðablik Kópavogur islandés. Fue el tercer y último tanto, obra de Zornoza, el número 100 del club en su historia.

## Selección nacional
Frecuente en las convocatorias de las categorías inferiores de España, no tuvo apenas presencia en la selección absoluta. Únicamente disputó un encuentro, el 4 de marzo de 2016 frente a la selección rumana que finalizó con empate a cero. Partió como titular y fue sustituida en el minuto 56 del encuentro por Marta Corredera. Se proclamó campeona del mundial femenino de 2023. En septiembre de ese año anunció su retiro de la selección.

## Estadísticas

### Clubes
Actualizado al último partido disputado el 21 de agosto de 2022.
| C. F. Pozuelo de Alarcón | 2008-09       | 1.ª           | 10  | 1  | –            | –            | –            | –            | 10  | 1  | 0.10 |
| C. F. Pozuelo de Alarcón | 2009-10       | 2.ª           | ?   | ?  | Inaccesibles | Inaccesibles | Inaccesibles | Inaccesibles | ?   | ?  | 0    |
| Rayo Vallecano           | 2010-11       | 1.ª           | 15  | 4  | –            | –            | 4            | –            | 19  | 4  | 0.21 |
| Atlético de Madrid       | 2011-12       | 1.ª           | 18  | 4  | –            | –            | –            | –            | 18  | 4  | 0.22 |
| Atlético de Madrid       | 2012-13       | 1.ª           | 28  | 10 | 4            | 1            | –            | –            | 32  | 11 | 0.34 |
| Atlético de Madrid       | 2013-14       | 1.ª           | 30  | 10 | 2            | –            | –            | –            | 32  | 10 | 0.31 |
| Atlético de Madrid       | Total club    | Total club    | 76  | 24 | 6            | 1            | 0            | 0            | 82  | 25 | 0.30 |
| Valencia C. F.           | 2014-15       | 1.ª           | 17  | 1  | –            | –            | –            | –            | 17  | 1  | 0.06 |
| Valencia C. F.           | 2015-16       | 1.ª           | 28  | 6  | 2            | –            | –            | –            | 30  | 6  | 0.20 |
| Valencia C. F.           | 2016-17       | 1.ª           | 30  | 4  | 2            | –            | –            | –            | 32  | 4  | 0.13 |
| Valencia C. F.           | Total club    | Total club    | 75  | 11 | 4            | 0            | 0            | 0            | 79  | 11 | 0.14 |
| Real Sociedad            | 2017-18       | 1.ª           | 30  | 7  | 2            | –            | –            | –            | 32  | 7  | 0.22 |
| Levante U. D.            | 2018-19       | 1.ª           | 27  | 2  | 2            | –            | –            | –            | 29  | 2  | 0.07 |
| Levante U. D.            | 2019-20       | 1.ª           | 21  | 3  | 2            | –            | –            | –            | 23  | 3  | 0.13 |
| Levante U. D.            | 2020-21       | 1.ª           | 32  | 2  | 5            | –            | –            | –            | 37  | 2  | 0.05 |
| Levante U. D.            | Total club    | Total club    | 80  | 7  | 9            | 0            | 0            | 0            | 89  | 7  | 0.08 |
| Real Madrid C. F.        | 2021-22       | 1.ª           | 28  | 2  | 4            | 1            | 9            | 3            | 41  | 6  | 0.15 |
| Real Madrid C. F.        | 2022-23       | 1.ª           | –   | –  | –            | –            | 2            | –            | 2   | 0  | 0    |
| Real Madrid C. F.        | Total club    | Total club    | 28  | 2  | 4            | 1            | 11           | 3            | 43  | 6  | 0.14 |
| Total carrera            | Total carrera | Total carrera | 314 | 56 | 25           | 2            | 15           | 3            | 354 | 61 | 0.17 |
| 1. 2. 3.                 |               |               |     |    |              |              |              |              |     |    |      |

## Vida privada
Comprometida con la ecología y el mundo animal, declaró en varias ocasiones que tras su etapa deportiva le gustaría dedicarse a algo relacionado. Ha cursado magisterio, quiromasaje, fisioterapia y un máster en gestión deportiva.

## Palmarés

### Campeonatos nacionales
| Título             | Club           | Año  |
| ------------------ | -------------- | ---- |
| Campeonato de Liga | Rayo Vallecano | 2011 |

### Campeonatos internacionales
| Título       | Club                | Año  |
| ------------ | ------------------- | ---- |
| Copa Mundial | Selección de España | 2023 |